# White Skull
White Skull to zespół muzyczny z Włoch grający power metal, założony w 1988.

## Członkowie zespołu
- Tony "Mad" Fontò - gitara
- Alex Mantiero - perkusja
- Elisa "Over" De Palma - śpiew
- Danilo Bar - gitara
- Steve Balocco - gitara basowa

### Byli członkowie
- Nick Savio - gitara
- Federica de Boni - śpiew
- Gustavo "Gus" Gabarrò - śpiew
- Fabio Pozzato - gitara basowa
- Fabio Manfroi - gitara basowa

## Dyskografia
- White Skull (1991) (demo)
- Save The Planet (1992) (demo)
- I Won´t Burn Alone (1995)
- Embittered (1997)
- Like gods of the sea (1999) (singel)
- Asgard (1999) (EP)
- Tales From The North (1999)
- Public Glory Secret Agony (2000)
- The Dark Age (2002)
- The XIII Skull (2004)
- The Ring of the Ancients (2006)
- Forever Fight (2009)
- Under This Flag (2012)
- Will of the Strong (2017)